# Listă de masoni (A–D)
Această este o listă de masoni notabili în ordine alfabetică (de la A la D).  

## A
- John Aasen (1890–1938), actor american de filme multe. Membru al Lojei Highland Park No. 382 Los Angeles, California.[1][2][3]

- Leon Abbett (1835–1894) politician american, Guvernator de New Jersey, între 1884 -1887 și între 1890 - 1893. Membru al Lojei Mystic Tie 272 (New York City) și al altor loje.[1]

- John Abbott (1821–1893) Prim Ministru canadian. Inițiere: Loja St. Paul's, No. 374, E.R., Montreal, 1847.[4]

- Joseph Palmer Abbott (1842–1901) politician australian, Grand Master of New South Wales 1895 - 1899[5]
- Adolf Frederic al Suediei (14 mai 1710 – 12 februarie 1771), rege al Suediei. Membru al Lojei din Stockholm și protector al francmasoneriei suedeze.[1]

- Alexandru I al Rusiei (1777–1825),  țarul Rusiei între 23 martie 1801 – 1 decembrie 1825, regele Poloniei între 1815 – 1825, precum și Mare Duce al Finlandei. A interzis toate societățile secrete în 1801, dar a anulat interdicția în 1803. El a interzis francmasoneria în Rusia în 1822 din cauza ambițiilor politice a unor loji.[1]

- Alexandru I al Iugoslaviei (1888–1934), primul rege al Regatului Iugoslaviei, fiind înainte, între anii 1921 – 1929, ultimul rege al Regatului sârbo-croato-sloven[6]

- Jules Anspach (1829–1879) politician belgian[7]

## B
- Johann Christian Bach  (1735 – 1782), compozitor și pianist german din perioada clasică. Membru al Lojei Nine Muses No. 235, Londra.[1][8]

- Pierre Beauregard (1818 – 1893), ofițer, politician, inventator, și scriitor american din Louisiana, primul general al Armatei Statelor Confederate ale Americii în Războiul Civil American.[1]

- Nicholas Bonneville (1760 – 1828), jurnalist, editor și scriitor francez. A fost o figură politică de o anumită relevanță în timpul Revoluției Franceze. Inițiat în masonerie în 1786 în timpul șederii în Anglia, el a scris două cărți despre masonerie , "Iezuiții expulzați din masonerie" (traducere) și "Pumnalul spulberat de către masoni" (traducere), ambele în 1788. În aceste cărți a acuzat iezuiții că ar fi introdus în gradele simbolice ale francmasoneriei, miturile templierilor și doctrina lor de răzbunare[1]

- Giovanni Bottesini (1821 - 1889), compozitor, dirijor și contrabasist italian.[1]

- Hugh Henry Brackenridge (1748 – 25 iunie 1816) scriitor american, avocat, judecător. Membru al Lojei Nr. 45, Pittsburgh.[1]

- Charles Farrar Browne (1834 – 1867), scriitor american, mai cunoscut sub pseudonimul Artemus Ward. Manhattan Lodge No. 62, New York City, 1863.[1]

- Samuel von Brukenthal (1721 - 1803), baron al Sfântului Imperiu Roman, jurist sas, guvernator al Transilvaniei, colecționar de artă și fondator al muzeului din Sibiu care îi poartă numele.[9]

- Edward Bulwer-Lytton, primul Baron de Lytton (1803 – 1873),  romancier britanic, dramaturg și om politic.[10]

- Robert Burns, poet național al Scoției. St. David's Lodge No. 174, Tarbolton.[11]

- John Bunyan[1] (1628 - 1688), scriitor și predicator baptist-reformat englez. Autor al alegoriei religioase Călătoria pelerinului. (1678 - 1679)

- Cyriel Buysse (1859 - 1932), scriitor naționalist flamand[7]

## C
- Nicolas Chamfort (1740 - 1794), scriitor francez, Loge des Neuf Soeurs, Paris[12]

- Todd E. Creason (n. 1967), scriitor american. Ogden Lodge No. 754, Illinois[13]

- Francesco Crispi (1818 – 1901), Prim ministru al Italiei[14] (possibly expelled in 1894?)[15]

- Miron Cristea (1868–1939), Patriarh al României (1925–39), Prim Ministru al României (1938–39).[9]

## D
- Denis Diderot (1712–1784), filosof francez, scriitor și critica de artă.[1]